# Wierzbno (gmina)

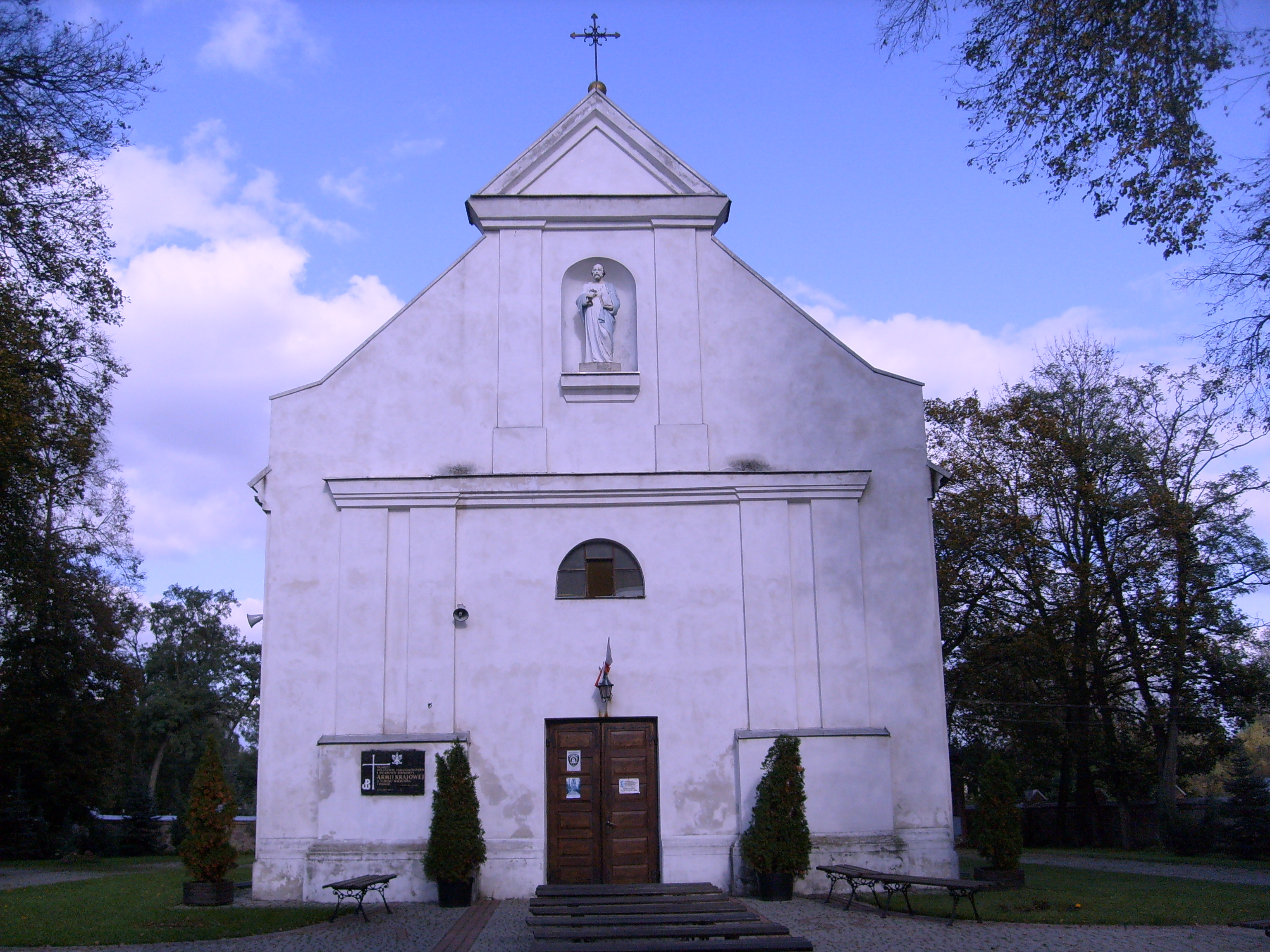
Kościół w Wierzbnie.

Wierzbno (daw. gmina Ossówno) – gmina wiejska w województwie mazowieckim, w powiecie węgrowskim. W latach 1975–1998 gmina położona była w województwie siedleckim.
Siedziba gminy to Wierzbno.
Według danych z 30 czerwca 2004 gminę zamieszkiwało 3189 osób.

## Struktura powierzchni
Według danych z roku 2002 gmina Wierzbno ma obszar 103,09 km², w tym:
- użytki rolne: 75%
- użytki leśne: 20%

Gmina stanowi 8,46% powierzchni powiatu.

## Demografia

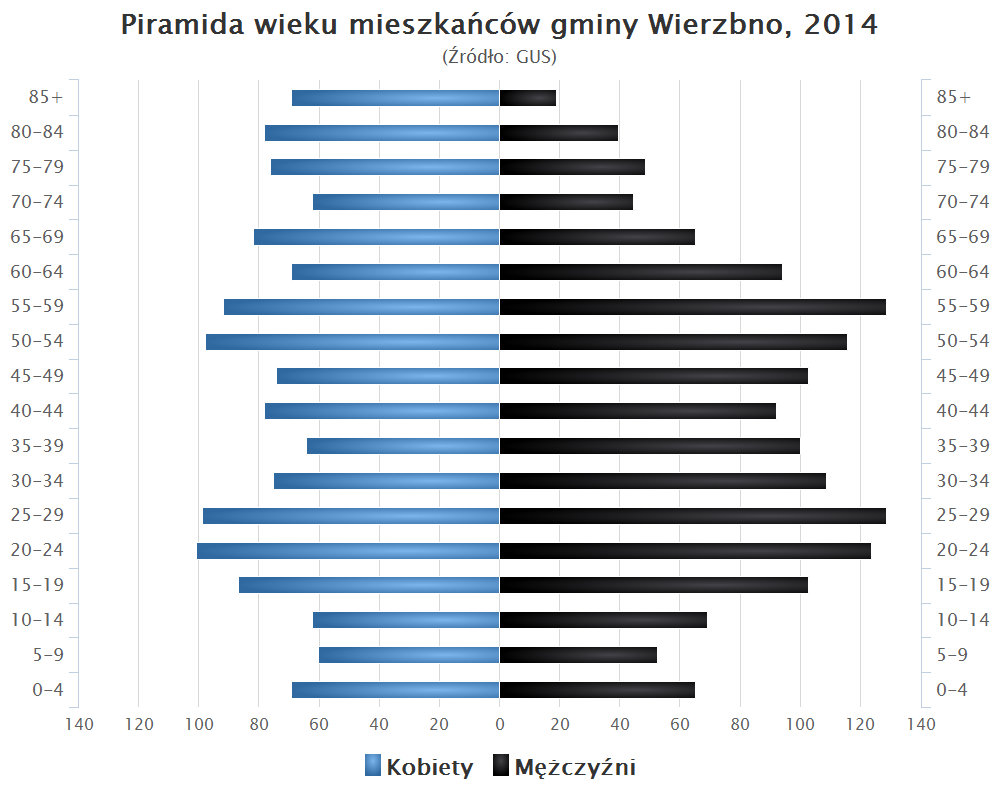
Piramida wieku mieszkańców gminy Wierzbno w 2014 roku

Dane z 30 czerwca 2004:
| Opis                              | Ogółem | Ogółem | Kobiety | Kobiety | Mężczyźni | Mężczyźni |
| --------------------------------- | ------ | ------ | ------- | ------- | --------- | --------- |
| Jednostka                         | osób   | %      | osób    | %       | osób      | %         |
| Populacja                         | 3189   | 100    | 1546    | 48,5    | 1643      | 51,5      |
| Gęstość zaludnienia [mieszk./km²] | 30,9   | 30,9   | 15      | 15      | 15,9      | 15,9      |

## Przyroda
Na terenie gminy znajdują się rezerwaty przyrody:
- Las Jaworski

W ramach programu sieci obszarów objętych ochroną przyrody na terytorium Unii Europejskiej Natura 2000 w celu zachowanie określonych typów siedlisk przyrodniczych oraz gatunków, które uważane są za cenne i zagrożone w skali całej Europy, objęte zostały:  
- Ostoja Nadliwiecka[7]

## Sołectwa
Adamów-Natolin, Brzeźnik, Cierpięta, Czerwonka, Czerwonka-Folwark, Filipy, Helenów, Janówek, Jaworek, Józefy, Karczewiec, Kazimierzów, Koszewnica, Krypy, Las Jaworski, Majdan, Nadzieja, Orzechów, Ossówno, Rąbież, Skarżyn, Soboń, Stary Dwór, Strupiechów, Sulki, Świdno, Wąsosze, Wierzbno, Wólka, Wyczółki, Wyględówek

## Sąsiednie gminy
Dobre, Grębków, Kałuszyn, Korytnica, Liw